# Флаш Гордон (филм из 1980)
Флаш Гордон (енгл. Flash Gordon) је амерички научнофантастични акциони филм из 1980. године режисера Мајка Хоџиса. У филму глуме Сем Џеј Џонс, Мелоди Андерсон, Орнела Мути, Макс фон Сидоу и Топол, са Тимотијем Далтоном, Марианђелом Мелато, Брајаном Блесдом и Питером Вингардом у споредним улогама. 
Филм прати звезданог квотербека Флеша Гордона (Џонс) и његове савезнике Дејл Арден (Андерсон) и Ханса Заркова (Топол) док уједињују зараћене фракције планете Монго против угњетавања Минга Немилосрдног (фон Сидов), који намерава да уништи Земљу.

## Радња
Превртљиви галактички цар Минг Грозни лоцира планету Земљу и одлучује да је уништи како би се борио против досаде. Користећи своју ванземаљску технологију, Минг ослобађа разне природне катастрофе и опседа површину планете обасипајући је метеоритима. Један од ових метеора руши приватни авион којим путују „Флеш” Гордон, играч Њујорк Џетса, и новинарка Дејл Арден.
Флеш и Дејл неким чудом преживе пад и нађу се у резиденцији др Ханса Заркова, бившег консултанта НАСА-е који тврди да је падове изазвала непозната сила која гура месец ка Земљи. Да би открио узрок ове појаве и евентуално пронашао решење, Зарков је направио ракету за путовање у свемир. Пошто је његов помоћник Менсон побегао у последњем тренутку, јер је одбио да га прати, Зарков превари Флеша и Дејл да га прате на његовом космичком путовању.
Свемирска летелица води ово троје у систем Монго, где их Мингови војници хватају и одводе у његово упориште. Цара привлачи Дејл и наређује да Флеш буде погубљен у гасној комори, након што је покушао да га спречи да насилно узме Дејл. Међутим, Мингова ћерка принцеза Аура, успева да убеди царског хирурга да оживи Флеша, пошто се заљубила у њега. Док Флеш и Аура беже из Монга, доктору Заркову испирају мозак научник Кала и генерал Клитус, Мингов маскирани насилник. Флеш користи Аурино бродско мисаоно појачало да контактира Дејл и каже јој да је жив. Охрабрена Флешом, Дејл успева да побегне од Монга са Зарковом испраног мозга, али њих двоје убрзо заробљавају Јастребови, који их воде у летећи град, Вултаново краљевство.
У међувремену, Флеш и Аура стижу до шумског света Арбореје, где влада принц Барин, Аурин љубавник. Принцеза се враћа у Монго и тражи од Барина да чува Флеша. Љубоморан на Флеша, Барин га приморава да изврши опасан ритуал иницијације свог народа, који се састоји у томе да завуче руку у шупље дебло где ризикује да га убоде свето отровно створење. Када је приморан да покуша поново, Флеш се претвара да је убоден као диверзија да побегне. Барин га прогони, али обојицу касније заробе људи-јастребови. У међувремену, Аура је сурово кажњена од стране Минга, који успева да је натера да призна где је Флеш и шаље Клитуса да га пронађе. У међувремену у Вултановој палати, Флеш се накратко поново уједињује са Дејл пре него што је приморан да се бори против Барина до смрти. Међутим, када Флеш превлада, он одлучује да поштеди Баринов живот и њих двојица удружују снаге да убију Клитуса.
Свесни да ће Клитусова смрт разбеснети Минга, Вултан и Људи Јастребови напуштају летећи град, остављајући иза себе Флеша, Барина, Дејл и Заркова. Минг стиже до града и, импресиониран Флешовим подвизима, нуди му шансу да постане господар Земље ако одлучи да се покори. Флеш одбија, а затим га Минг напушта и одводи Дејл, Заркова и Барина и диже град у ваздух. Флеш успева да се спасе летећи на „мотоциклу-ракети” и придружује се Вултану и његовим људима на Арбореји. Хокмен се слажу да се удруже са Флешом у борби против Минга.
Флеш је навео да га Мингова војска прогања у ваздушном броду Ајакс док се Минг спрема да се ожени за Дејл. Флеш води гониче у замку Јастребова. На крају битке, Вултан и Флеш успевају да победе царску патролу и запоседну Ајакс. Флеш открива да је остало још три минута пре него што се Месец сруши на Земљу. У међувремену, Зарков и Барин успевају да се ослободе и убију Кала да би зауставили процес уништења петљајући са реакторима, док Флеш одлучује да се лансира са ваздушним бродом против поља муње које штити палату Минг како би је разбио и отворио пролаз за војску од Вултана.
Када Флеш сруши ваздушни брод у палату, он такође успева да прекине Дејлино и Мингово венчање и набије овог другог овном−шпицом звезданог брода. Цар покушава да се супротстави Флешу користећи свој прстен, али због смртне ране коју је задобио, губи контролу и на крају је уништен. Са смрћу Минга, народ Монга је коначно ослобођен тираније, а Флеш, Дејл, Зарков, Барин и Вултан слављени су као хероји. Барин постаје нови цар, а Вултан је постављен за команданта царских оружаних снага; Флешу и Дејл је понуђено да остану на Монгу уместо да се врате на Земљу, али они кажу да више воле Њујорк.
У финалу је приказана рука у рукавици како подиже Мингов прстен, а царев зли смех одјекује у ваздуху. Ово инсинуира сумњу да је још увек жив.